# La Pacifiste
Pour plus de détails, voir Fiche technique et Distribution.
La Pacifiste (La pacifista) est un film italien réalisé par Miklós Jancsó, sorti en 1970.

## Synopsis
Dans une ville perturbée par des manifestations politiques, une photographe, Barbara, croise un jeune inconnu. Ce dernier fait partie d'un groupe terroriste qui cherche à le tuer car il a refusé de commettre un assassinat.

## Fiche technique
- Titre original : La pacifista
- Titre français : La Pacifiste[1]
- Réalisation : Miklós Jancsó
- Scénario :
- Musique : Giorgio Gaslini
- Pays d'origine : Italie / France / Allemagne de l'Ouest
- Format : Couleurs - 35 mm - Mono
- Genre : Film dramatique
- Durée : 85 minutes
- Date de sortie : 1970

## Distribution
- Monica Vitti : Barbara
- Pierre Clémenti : L'inconnu
- Daniel Olbrychski : L'étranger
- Peter Pasetti : Le commissaire
- Piero Faggioni : Piero
- Gino Lavagetto : Carlo
- Daniel Pommereulle